# 青森県道277号正津川停車場線
青森県道277号正津川停車場線（あおもりけんどう277ごう しょうつがわていしゃじょうせん）は、青森県むつ市を通る一般県道である。

## 概要
廃止となったむつ市大畑町正津川の正津川駅から国道279号に至る短距離路線である。

### 路線データ
- 起点 : 正津川停車場[1]
- 終点 : 国道二七九号交点（むつ市大畑町）[1]

## 歴史
- 1961年（昭和36年）2月10日 - 青森県道に認定される[1]

## 地理

### 交差する道路
- 国道279号（むつ市大畑町、終点）

### 沿線の施設など
- 下北交通大畑線正津川駅跡